# 圣马塞兰莱韦松
圣马塞兰莱韦松（法語：Saint-Marcellin-lès-Vaison，法語發音：[sɛ̃ maʁsəlɛ̃ lɛ vɛzɔ̃]，意为“韦松附近的圣马塞兰”）是法国普罗旺斯-阿尔卑斯-蓝色海岸大区沃克吕兹省的一个市镇，属于卡庞特拉区。

## 地理
圣马塞兰莱韦松（44°13'48"N, 5°5'55"E）面积3.56 平方千米，位于法国普罗旺斯-阿尔卑斯-蓝色海岸大区沃克吕兹省，该省份为法国东南部内陆省份，北起德龙省，西北接阿尔代什省，西接加尔省，南至罗讷河口省，东南角与瓦尔省接壤，东临上普罗旺斯阿尔卑斯省。
与圣马塞兰莱韦松接壤的市镇（或旧市镇、城区）包括：克雷斯泰、昂特勒绍、维耶努瓦地区圣罗曼、韦松拉罗迈讷。

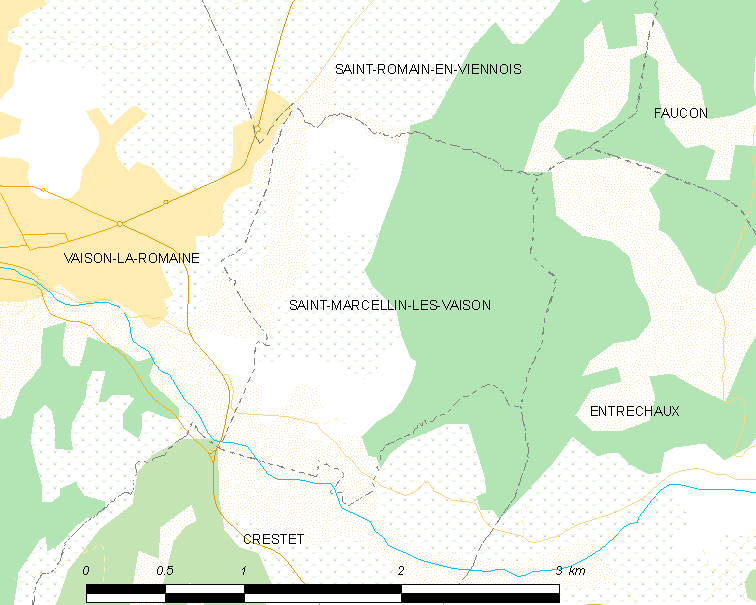
圣马塞兰莱韦松的OSM定位图

圣马塞兰莱韦松的时区为UTC+01:00、UTC+02:00（夏令时）。

## 行政
圣马塞兰莱韦松的邮政编码为84110，INSEE市镇编码为84111。

## 政治
圣马塞兰莱韦松所属的省级选区为韦松拉罗迈讷县。

## 人口

1962-2008年间圣马塞兰莱韦松人口变化图示

圣马塞兰莱韦松于2022年1月1日时的人口数量为335人。